# به هیچ‌کس اعتماد نکن
«به هیچ‌کس اعتماد نکن» (به انگلیسی: Trust Nobody) ترانه‌ای از دی‌جی و تهیه‌کننده موسیقی نروژی کشمر کت با همراهی آوازهای خواننده آمریکایی سلنا گومز و خواننده کانادایی توری لنز است. این ترانه در ۳۰ سپتامبر ۲۰۱۶ به‌عنوان دومین تک‌آهنگ از اولین آلبوم کشمر، ۹ (۲۰۱۷) منتشر شد. این قطعه توسط کشمر کت، استاراه، توری لنز، سلنا گومز، بنی بلانکو، فرانک دوکس نوشته شده و توسط کشمر کت، بلانکو و دوکس تهیه شده‌است.

## موزیک ویدئو
یک موزیک ویدئو برای «به هیچ‌کس اعتماد نکن» در ۱۶ نوامبر ۲۰۱۶ منتشر شد. در ویدئو، رقص روی صحنه‌ای که در بیابان ساخته شده را به تصویر می‌کشد.